# HTC Titan II
De HTC Titan II is een smartphone van HTC. Het is de opvolger van de HTC Titan dat ook over het Windows Phone 7.5 zal beschikken. De telefoon was voor het eerst aangekondigd op CES 2012 in Las Vegas.

## Uiterlijk
De HTC Titan II heeft een super-lcd-touchscreen van 4,7 inch en met een resolutie van 480 bij 800 pixels. De behuizing van de telefoon is uit één geheel gemaakt uit aluminium. Onder het grote scherm bevinden zich de drie traditionele WP7-knoppen: de terugknop, de home-knop en de zoekknop. Op de bovenkant bevinden zich de aan/uit/stand-byknop en een hoofdtelefoonaansluiting. Aan de rechterkant zitten de cameraknop en de volumeknop. Aan de linkerkant bevindt zich alleen een microUSB-poort.

## Records
De HTC Titan II heeft een camera van 16 megapixels, wat een record betekende in de westerse telefoonmarkt: tot de lancering was er geen enkele telefoon beschikbaar met 16 megapixels of meer. Dit record is inmiddels alweer verbroken door de Nokia 808 PureView met 41 megapixels. Ook is de telefoon de eerste Windows Phone 7-smartphone met LTE, ook wel bekend als 4G, dat een snellere internetverbinding moet garanderen.